# Bettina von Arnim
Bettina von Arnim (Frankfurt na Majni, 4. travnja 1785. – Berlin, 20. siječnja 1859.), njemačka književnica.
Kao supruga I.A. Arnima i sestra Clementa Brentana, dolazila je u dodir s najistaknutijim imenima njemačke romantike, a posebno su značajne njezine veze s krugom oko Goethea. Bila je pobornica pokreta za emancipaciju žena. Roman u obliku pisma ili knjige uspomena, u kojem dolazi do izražaja njezina strasna i maštovita narav, te dodir s istaknutim suvremenicima, najbolji je dio njezina rada.

## Djela
- "Goetheovo dopisivanje s jednim djetetom",
- "Ova knjiga je kraljeva",
- "Proljetni vijenac Clementa Brentana".